# 6245 Ikufumi
A 6245 Ikufumi (ideiglenes jelöléssel 1990 SO4) a Naprendszer kisbolygóövében található aszteroida. Urata Takesi fedezte fel 1990. szeptember 27-én.